# ۴،۳،۱-اکسادیازول
۴،۳،۱-اکسادیازول یک ترکیب آلی ناجور حلقه حاوی نیتروژن و اکسیژن بوده یکی از چهار ایزومر اکسادیازول است .